# Ondřej Svatoš
Ondřej Svatoš  (* 21. April 1993) ist ein tschechischer Unihockeyspieler, der beim Nationalliga-B-Verein Unihockey Basel Regio unter Vertrag steht.

## Karriere

### Verein
Bis 2019 spielte Svatoš für den tschechischen Extraliga-Vertreter AC Sparta Praha und gehörte jeweils zu den besten Skorern seines Teams.
2019 verpflichtete der Schweizer Nationalliga-B-Verein Unihockey Basel Regio den tschechischen Rechtsausleger.
Nachdem die Saison in der Nationalliga B aufgrund der Corona-Pandemie unterbrochen worden war, verpflichtete der Nationalliga-A-Vertreter UHC Uster den Rechtsausleger per Leihe. Sein Engagement beim UHC Uster ist bis auf den Zeitpunkt der Wiederaufnahme der Nationalliga-B-Meisterschaft beschränkt.
Auf die Saison 2021/22 wechselte Svatoš zu Unihockey Langenthal Aarwangen.